# Moceta
Moceta je kratko oblačilo, ki pokriva ramena in je zapeto čez prsi. Moceta je slovesno oblačilo nekaterih duhovnikov katoliške cerkve, med njimi papeža, kardinalov, škofov, opatov, kanonikov in drugih cerkvenih dostojanstvenikov. Mocete kardinalov in škofov so imele včasih majhno kapuco na hrbtni strani, vendar je bilo to ukinjeno po papežu Pavlu VI., kapuce pa so ohranile mocete določenih kanonikov in opatov, pa tudi papeža.